# 伊豆市立修善寺小学校
伊豆市立修善寺小学校（いずしりつ しゅぜんじしょうがっこう）は、静岡県伊豆市修善寺にある公立小学校。

## 沿革
- 1871年（明治4年） - 修善寺字瀑尻[1]181番地に私設校舎を創建。「芝山黌」と称する[2]。
- 1873年（明治6年）7月 - 学制に従い「芝山校」と称する[2]。
- 1892年（明治25年）7月 - 小学校令改正実施に際し、「修善寺尋常小学校」と称す[2]。
- 1941年（昭和16年）4月 - 国民学校令施行に伴い、「修善寺国民学校」と改称[2]。
- 1947年（昭和22年）4月 - 学制改革により「田方郡修善寺町立修善寺小学校」と改称[2]。
- 2004年（平成16年）4月 - 町合併により、「伊豆市立修善寺小学校」と改称[2]。